# Arturo Alessandri
Arturo Fortunato Alessandri Palma (Hacienda de Longaví, Linares, 20 de diciembre de 1868-Santiago, 24 de agosto de 1950) fue un abogado y político chileno, patriarca de la familia Alessandri, de ascendencia italiana. Ocupó el cargo de presidente de la República en los periodos 1920-1925 y 1932-1938.
Es considerado uno de los políticos más influyentes e importantes del Chile del siglo XX, entre otras cosas por una serie de reformas, incluida la Constitución de 1925, que marcó el fin del régimen parlamentario y la instauración del presidencialismo en Chile.
Una de las obras más importantes de su segundo gobierno fue la realización del Estadio Nacional (1938), obra con cuya absorción de desempleo se buscó contribuir a la recuperación económica chilena tras la Gran Depresión de 1929. No obstante, y pese a las simpatías públicas hacia la construcción, las gestiones de Alessandri no fueron vistas como positivas, ya que fueron percibidas como un medio para volver manipular a las masas urbanas que ya no adherían a él.

## Familia y orígenes
Arturo era nieto del italiano Pietro Alessandri Tarzi, quien decidió viajar a Chile desde Buenos Aires. Poco tiempo antes, había abandonado Toscana, en Italia, siguiendo su espíritu aventurero y escapando de la insistencia de sus padres por hacerlo ingresar al seminario para convertirlo en sacerdote.
Llegó a Santiago el 26 de abril de 1821. Escultor y gran conocedor de las bellas artes, ya desde Buenos Aires hizo gestiones con el gobierno de Bernardo O'Higgins para fundar en la capital una escuela de dibujo y modelado. Una vez en Chile, la inestabilidad política echó por tierra su proyecto, así como la construcción de un Teatro de Ópera en Santiago. Fracasados sus planes artísticos, se dedicó al comercio y a los negocios. Compró y vendió mercaderías a lo largo de todo el país. Sus centros de operaciones estuvieron en Santiago y Valparaíso. Además, requirió varias naves para agilizar el comercio de los más diversos productos. Esto le permitió llevar una vida acomodada y realizar varios viajes a Europa. En 1842 se convirtió en ciudadano chileno y en 1851 fue nombrado cónsul general de Cerdeña en Chile por el rey Víctor Manuel II. Luego, recibió el título honorífico de Caballero de la Orden de San Mauricio y Lázaro. Se casó con Carmen Vargas Baquedano y tuvo tres hijos: Elcira, Aurora y Pedro.
Elcira —quien fue la tía favorita de Arturo— se casó con Carlos Mendeville; Aurora, con Juan Lagarrigue Abad, cónsul de España. Pedro, el único hijo hombre, fue quien debió hacerse cargo muy joven de la familia debido a la muerte de su padre, acontecida cuando él apenas tenía diecinueve años.
Problemas de sucesión dejaron a los Alessandri en una difícil situación económica, lo que llevó a Pedro, hombre de empresa, esforzado y trabajador, a arrendar una hijuela (fundo rústico formado de la división de uno mayor) de la gran hacienda de Longaví, a 16 kilómetros de Linares, lugar muy apartado en esos años porque el ferrocarril llegaba solamente hasta Rancagua. Desde allí se debía continuar en coche, vadeando los ríos Cachapoal, Tinguiririca, Teno, Claro, Maule, que se cruzaba en lancha, y por último, Achibueno y Longaví.
Ahí, en medio de las soledades del campo, Pedro comenzó a conseguir una cierta estabilidad económica que después le permitió casarse. El 1 de julio de 1863 contrajo matrimonio con Susana Palma Guzmán. En la modesta casa de campo de la hijuela de Longaví empezó a crecer la familia Alessandri Palma, alejada de Santiago y de toda vida urbana. Allí tuvieron dos hijos: José Pedro y luego María del Carmen.
Tres años después, Susana estaba de nuevo embarazada y planeaba viajar a Santiago para el parto. Muy de madrugada, para evitar los calores habituales en diciembre, se engancharon los caballos para iniciar el largo trayecto hacia la capital. Pero alcanzaron solo a andar unos kilómetros, cuando Susana comenzó con los dolores del parto. Al mediodía del 20 de diciembre nació, en la Hacienda Longaví, Arturo Fortunato (este nombre en recuerdo del santo cuya fiesta se celebra en diciembre).

## Primeros años
Hijo de Pedro Alessandri Vargas y de Susana Palma Guzmán. Su padre se dedicó a las labores agrícolas de la hacienda en la cual vivía y era administrador. Hermano suyo fue José Pedro.

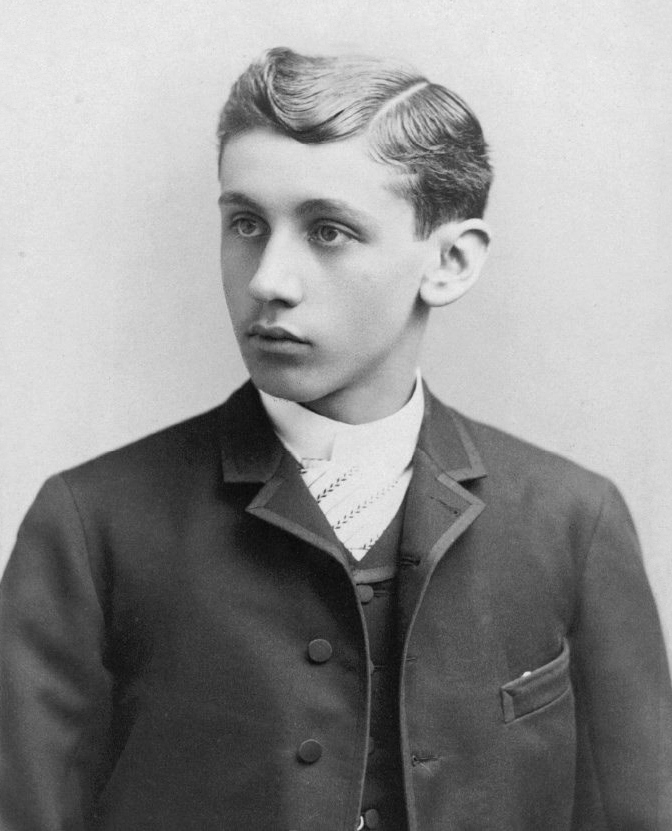
Arturo Alessandri durante su juventud.

En enero de 1869 se celebró el bautizo de Arturo Alessandri en la misma casa del fundo. Como el niño Arturo Alessandri era enfermizo, su madre, para evitar que se resfriara durante la ceremonia, colocó la botella con agua bendita en un paño de agua tibia. Y cual no sería la sorpresa de todos al ver que la botella se rompió. No quedó más remedio que bautizarlo con agua mitad bendita y mitad corriente.
A los tres Alessandri Palma —José Pedro, María del Carmen y Arturo— nacidos en Longaví, se sumarían tres curicanos: María Susana, Gilberto y Julia, que murió joven. De todos los hermanos, José Pedro fue el más unido con Arturo. Su muerte, en 1923, le afectó profundamente.
A los doce años de edad entró becado al Colegio Sagrados Corazones de los Padres Franceses. De sus años de colegio, se recuerda un cuento que publicó en la revista El Eco Literario, titulado La Adivina de nuestros días, con una fuerte afición a lo truculento. 
En 1891, mientras estudiaba, participó en el diario La Justicia, opositor al presidente de turno, José Manuel Balmaceda.
Inició la carrera de derecho en la Universidad de Chile, información recabada por la Revista Zig-Zag, señalaba: “Cuando llegó el momento de su Licenciatura como Abogado, don Valentín Letelier le aconseja que se aparte de las normas seguidas hasta entonces para optar a grados universitarios…sino algo de práctica importancia, como por ejemplo, un ensayo sobre el fomento de habitaciones para obreros. Aceptó esta indicación de su Maestro y fue el tema de su Memoria y que llevó a la práctica en sus Gobiernos”, a los veinte años de edad, titulándose el 12 de enero de 1893. Su memoria versó sobre Habitaciones para obreros, donde investigó los aspectos graves de la pobreza en la ciudad.

### Matrimonio e hijos
Después de haber egresado como abogado, se casó con Rosa Ester Rodríguez Velasco, el 29 de julio de 1894, con la cual tuvo 9 hijos, entre ellos Arturo, destacado civilista, Jorge Alessandri Rodríguez, quien más tarde sería presidente de la República, Fernando Alessandri, académico y futuro senador, y Hernán médico.

### Trayectoria profesional
Ejerció el cargo de bibliotecario de la Biblioteca del Congreso Nacional de Chile en 1893, cargo entendido hoy como director.

## Vida política
Inició su vida política en 1897, integrándose al Partido Liberal (PL), y asumiendo como diputado por Curicó, en donde saldría reelecto por casi veinte años más, gracias a la protección del influyente Fernando Lazcano. 
En 1915, cuando ya presentaba sus primeras aspiraciones presidenciales, retó al senador en ejercicio por la Provincia de Tarapacá, Arturo del Río. Fue una elección violenta y disputada. Incluso resultó muerto el prefecto de policía de Iquique, Rogelio Delgado, un hecho que siempre le imputaron a Alessandri. El proceso involucró toda clase de riñas en la vía pública, amenazas entre partidarios de los distintos candidatos y un nivel de vandalismo que hizo que las personas temiesen incluso salir a la calle. Alessandri triunfó, ganándose el apodo de León de Tarapacá (una referencia a Eleuterio Ramírez, el León de Tarapacá original), debido a su carisma, su popularidad en el pueblo y la vehemencia de sus discursos.
Las elecciones parlamentarias de 1918 le otorgaron un amplio triunfo a la  Alianza Liberal, que dominó tanto el Senado como la Cámara. El presidente Sanfuentes pensó en renunciar, pero fue disuadido por sus cercanos. Nombró un gabinete aliancista con Alessandri como Ministro del Interior, que juró el 22 de abril. Durante la ceremonia Sanfuentes realizó una de sus “diabluras”, al ofrecerle a Alessandri el sillón presidencial para que firmara los decretos de nombramientos, lo que enfureció a los rivales del “León de Tarapacá” dentro del liberalismo. Alessandri fue acusado de colocar a partidarios de su candidatura presidencial en puestos de la administración pública, por lo que sus rivales Yáñez y Rivas Vicuña unieron fuerzas para desplomar el gabinete. Sanfuentes intentó llamar de nuevo a Yáñez al gobierno, pero este, tras conversar con un Alessandri que lo llenó de insultos y le prometía una guerra parlamentaria sin cuartel, desistió del cargo. El Presidente recurrió al liberal Pedro García de la Huerta, quien juró el 6 de septiembre.
En 1919, el redactor El Diario Ilustrado, Rafael Luis Gumucio, lo acusó de haber participado en una conspiración destinada a establecer una Junta Militar encabezado por el general Guillermo Armstrong. De testimonios orales de Cornelio Saavedra, se supo que ambos fueron a ver de madrugada a un general que vivía en la avenida Matucana para solicitarle que colaborase en una tentativa de derrocar a Sanfuentes, pero que al ver a ese oficial en calzoncillos y con poncho y con una vela en la mano, se retiraron indignados. 
En 1920 se postuló a la Presidencia de la República por la Alianza Liberal, ganando por un estrecho margen a su oponente de la Coalición -llamada en esta elección Unión Nacional, al incorporar al Partido Conservador-, Luis Barros Borgoño, para el periodo 1920-1925. Con sus discursos a favor de la clase obrera, produjo un gran temor en los sectores más conservadores de la sociedad chilena, el cual veía sus intereses en juego. Como la oposición controlaba el Congreso Nacional, Alessandri estaba a favor de un fortalecimiento del Poder Ejecutivo, el cual carecía de peso político ante el Congreso (época parlamentarista). En Chile existía un régimen presidencial con instituciones parlamentarias muy fortalecidas, lo que llevaba a un peso mayor del congreso (en Chile nunca existió un régimen parlamentario como tal, de acuerdo a las definiciones de la ciencia política), que generaba que un alto nivel de dependencia del ejecutivo con el parlamento. Este último tenía plenos poderes, que abarcaban desde la aprobación del presupuesto (varias veces no se aprobó el presupuesto generando que decenas de miles de empleados y ministerios no recibieran recursos) hasta la destitución, después de un breve proceso, de cualquier ministro de estado.

## Primer período presidencial (1920-1925)

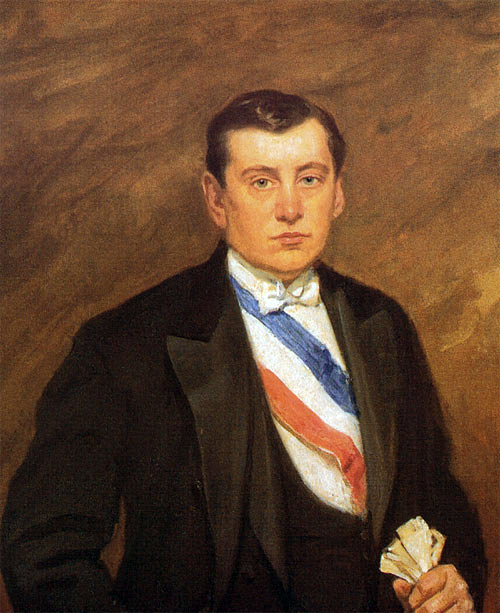
Retrato oficial de Arturo Alessandri

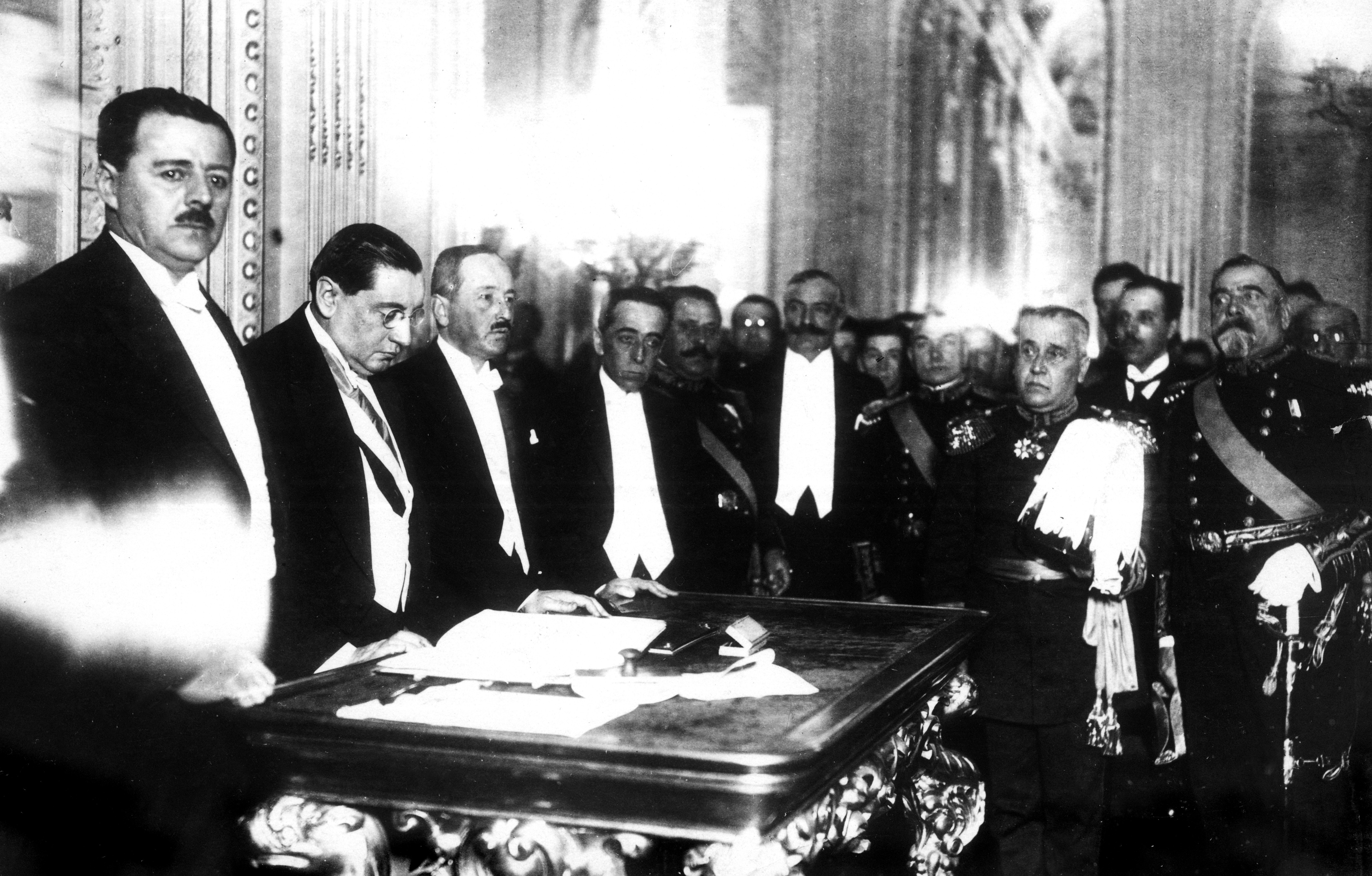
Arturo Alessandri encabeza la firma de la Reforma de la Constitución en el Salón Rojo del Palacio de La Moneda de Santiago.

Alessandri había llegado al poder mediante sus promesas de campaña sobre la legislación social y leyes a favor de los sectores populares, tales como el seguro del trabajador. Sin embargo, el país se vio afectado por la baja de precio del oro blanco (salitre) como consecuencia del término de la Primera Guerra Mundial y el desarrollo del salitre sintético, lo cual hundió al país en una profunda crisis económica que ya se venía arrastrando desde principios de siglo, a lo que se le sumó una crisis social. 
Debido al sistema pseudoparlamentario de la época en el que Alessandri estaba inmerso, todos sus proyectos sociales habían sido aplazados o definitivamente cancelados, ya que poseía minoría en el Congreso Nacional. Esto provocó un disgusto en las personas que lo habían elegido presidente. Para peor, se recuerda un grosero incidente que tuvo con Daniel Martner, ministro de hacienda, a raíz de un proyecto de ley donde solicitaba un empréstito de papel moneda. Luego de tratarlo de idiota e incapaz, le dijo:
¡Ideas contrarias! ¡Si Ud. no tiene ideas de ninguna clase! Si los fisiólogos y los psicólogos dicen que para concebir una idea necesita el cerebro 300 revoluciones por segundo y el suyo no las da en un año... ¡Ideas! ¡Vaya si me ensarté con Ud.!
Todo su gobierno se caracterizó por altercados con el congreso, llegando incluso a intentonas de matar a tres diputados (Ismael Edwards, Conrado Ríos y Emilio Tizzoni), cuando estaban en gira política por sus respectivas provincias. Aunque Alessandri se negó en principio a reconocer esos hechos, se vio forzado a aceptarlos cuando El Diario Ilustrado reprodujo en facsímil un telegrama de puño y letra del propio Alessandri, donde pedía a Domingo Durán que se encargase de ellos en Temuco.
En 1924, casi finalizando su mandato, ocurrió un hecho que, a pesar de lo anecdótico, selló definitivamente el futuro del régimen parlamentario en Chile: los oficiales militares de baja graduación (tenientes y capitanes), en su mayoría personas de la clase media, estaban siendo gravemente afectados por la crisis económica y procedieron a visitar el Senado cuando los legisladores estaban aprobando la ley de dieta parlamentaria (su remuneración). Los militares decidieron demostrar su profundo malestar e hicieron sonar sus sables. A este hecho se le conoce hasta hoy como «ruido de sables».
Un grupo de oficiales constituyó el llamado Comité Militar. Los uniformados concurrieron a La Moneda a expresar su malestar a Alessandri, presentándole una serie de peticiones en relación con el despacho de los proyectos de ley que permanecían pendientes, entre ellos, el que fijaba en ocho horas la jornada laboral, el que limitaba el trabajo femenino e infantil, el que creaba la Inspección del Trabajo, el que establecía el seguro obligatorio contra accidentes y la indemnización por estos mismos, el que creaba los tribunales de conciliación y arbitraje, además de otros sobre cooperativas y materias previsionales. Ante esto el presidente se comprometió a buscar una solución con la condicionante de que ellos volvieran a sus cuarteles.
Por este motivo, se formó un nuevo gabinete y el Congreso, ante el temor de un golpe militar, despachó estas leyes en un solo día, el 8 de septiembre de 1924. Sin embargo, el Comité Militar prefirió seguir funcionando y le pidió a Alessandri que disolviera el Congreso Nacional. Tras este hecho, Alessandri, sumergido en una situación que ya no podía manejar, vio su poder en jaque y prefirió renunciar, autoexiliándose en la Embajada de Estados Unidos. Sin embargo, no fue aceptada su renuncia y en cambio se le dio licencia por seis meses para ausentarse del país. El General Altamirano asumió la vicepresidencia y enseguida se formó una Junta de Gobierno integrada por él, el almirante Francisco Nef y el general Juan Pablo Bennet, la que procedió a disolver el congreso y aceptar finalmente la renuncia de Alessandri. Termina de este modo el régimen parlamentario, quebrándose el régimen constitucional.

## Exilio y término del período presidencial (1924-1925)
En 1925, tras un golpe de Estado que derroca a la junta de gobierno militar, liderado por Carlos Ibáñez del Campo, se le pidió al presidente que regresara a cumplir el resto de su mandato. Alessandri volvió al país el 20 de marzo, teniendo como principal objetivo crear una nueva constitución. La nueva carta fundamental (Constitución de 1925), promulgada el mismo año, tenía como grandes cambios una reafirmación del Poder Ejecutivo, el término de las leyes periódicas como medida de presión política, además de un alargamiento de su período de cinco a seis años, y una separación definitiva de la Iglesia y el Estado. En ese mismo año se fundó el Banco Central de Chile. Esta nueva constitución significa el fin legal del régimen parlamentario.
A pesar de estas reformas, Alessandri se enemistó con Carlos Ibáñez del Campo, quien lo había traído de regreso y que ahora era ministro de Guerra. En 1925 Alessandri decide hacer un cambio de ministros que le permitiera deshacerse de Ibáñez, pero este decide no presentar la renuncia y queda como único ministro, provocando que todo comunicado sin su firma fuera nulo. Debido a esto Alessandri renuncia a su gobierno.

## Entre sus dos Presidencias
En las elecciones parlamentarias de diciembre de 1925 fue elegido senador por Tarapacá y Antofagasta pero dimitió de su cargo el 12 de mayo de 1926, dándole más importancia a la de consejero del recientemente creado Banco Central. 
Bajo el régimen de Carlos Ibáñez del Campo fue acusado de conspiración. Aunque Alessandri siempre alegó que era imposible que en una comida a la que fue invitado por el embajador argentino no era posible que se planease un golpe, más aún cuando había damas presentes, fue exiliado a Europa, volviendo en 1931. Algunos autores como Ricardo Donoso señalan que estuvo detrás de una conspiración en 1928 para derrocar al gobierno. Se publicó incluso una carta escrita por el propio Alessandri en la revista Sucesos, algo que siempre desmintió. Se señala que incluso estuvo involucrado en el levantamiento de la Escuadra de 1931.
Posterior a la caída de Ibáñez, se convocó a elecciones presidenciales para octubre de 1931. Alessandri volvió a postular, apoyado por sectores minoritarios del Partido Liberal (como los balmacedistas y los doctrinarios) y por grupos de izquierda como radicales socialistas y demócratas. Esta coalición, la Federación de Izquierda, logró apenas un 34,77% de los sufragios contra un 63,93% del radical Juan Esteban Montero Rodríguez, apoyado por conservadores y por un sector importante del liberalismo.
El 10 de mayo de 1932 nuevamente volvió a asumir el cargo de senador por Tarapacá y Antofagasta, reemplazando al fallecido Oscar Viel Cavero. Después el Congreso fue disuelto por una nueva junta militar que derrocó a Montero, instaurándose la llamada República Socialista, que se prolongó hasta 1932. En octubre del mismo año, se realizaron nuevas elecciones presidenciales, en las que Alessandri, con el apoyo del Partido Liberal y Radical, triunfó fácilmente, iniciando así su segundo periodo presidencial.

## Segundo periodo presidencial (1932-1938)

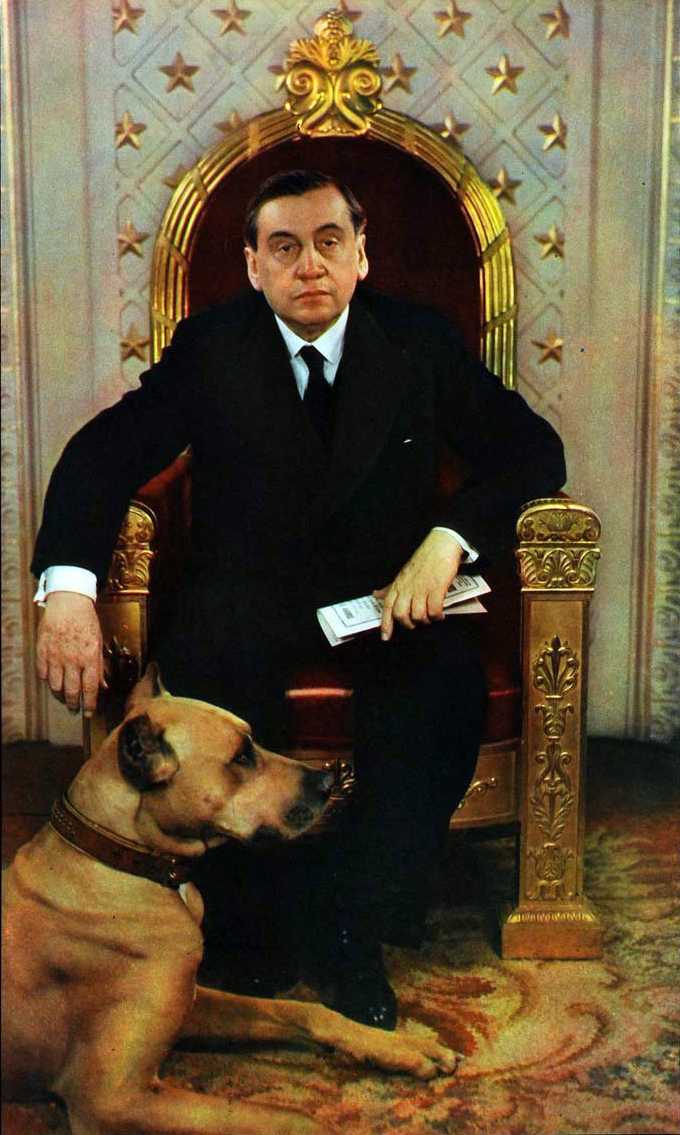
Arturo Alessandri con su perro Ulk en el sillón presidencial en su segundo periodo presidencial.

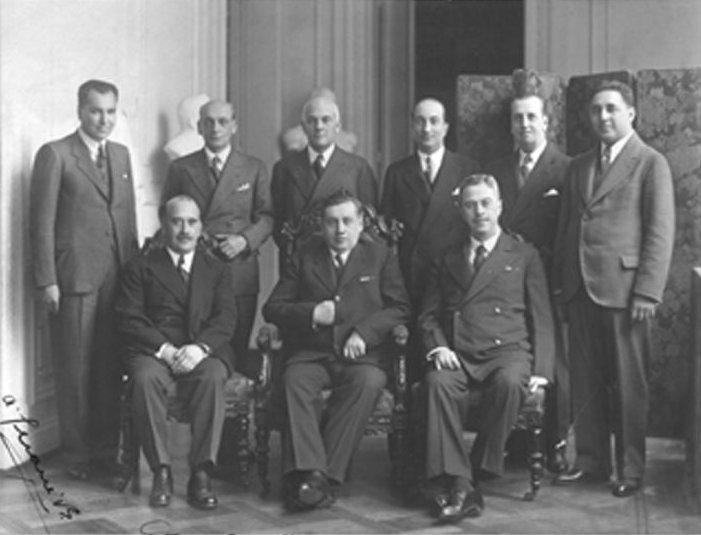
Arturo Alessandri (sentado al centro) junto a su ministros, durante abril de 1934.

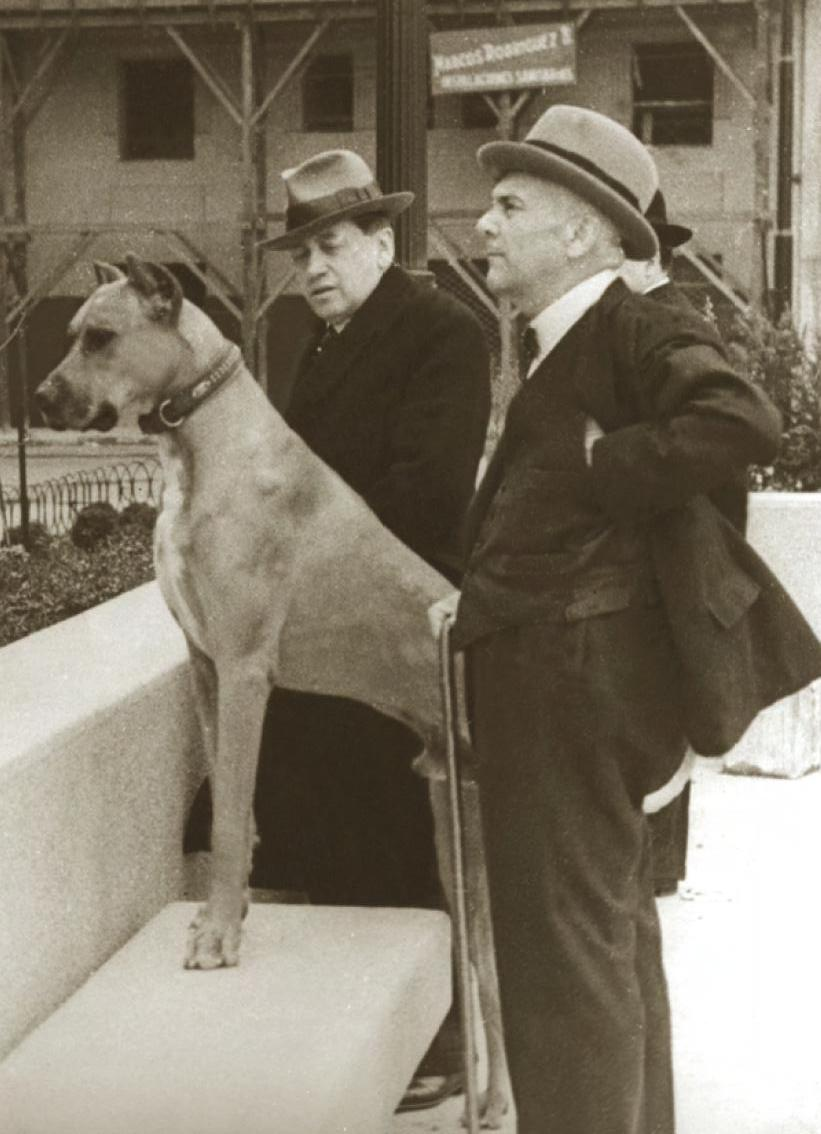
Arturo Alessandri (al fondo) junto a su perro Ulk y el ministro Gustavo Ross Santa María, a mediados de la década de 1930.

Su segundo gobierno se inició con el respaldo de grupos de izquierda y radicales, pero el primer grupo se empezó a distanciar de él, por lo que Alessandri intentó mantener una alianza derecha-radical hasta 1937, cuando esta dio un vuelco a la izquierda. 
Para hacer frente a las amenazas golpistas se apoyó en las milicias republicanas, que tenían la misión de reprimir cualquier intento de sublevación y jamás hacer política. Fueron creadas poco antes del regreso de Alessandri, como resultado del movimiento civilista. Funcionaron en forma clandestina y luego públicamente, realizando el 7 de mayo de 1933 un gran desfile frente al Presidente quien los saludó. Se autodisolverían en 1936 cuando consideraron cumplida su misión. El Presidente pidió al Congreso en varias oportunidades el estado de excepción constitucional, que conduciría a acciones ilegales, como la famosa incineración del número 285 de la revista Topaze, que tenía una caricatura que Alessandri consideraba injuriosa.
Tales precauciones no eran sin razón, especialmente considerando la aparición de nuevos factores de violencia, como la rebelión campesina de Ránquil y su sangrienta represión, y el Movimiento Nacional-Socialista de Chile de Jorge González Von Marées. 
En el aspecto económico, se inició la recuperación de la crisis de 1929, obra del ministro de Hacienda Gustavo Ross Santa María, liberal pragmático, que daría pasos en función de un crecimiento "hacia adentro". Sobre el salitre, disolvió la Compañía de Salitres de Chile (Cosach) y creó la Corporación de Ventas de Salitre y Yodo de Chile (Covensa), empresa de distribución, no producción, de carácter mixto. Financió el déficit fiscal con nuevos impuestos. Reanudó el pago de la deuda externa, con pérdida de capital para los tenedores de bonos chilenos. Cuando empezaron a existir excedentes, se destinaron a obras públicas, destacando la construcción del Estadio Nacional, inaugurado en diciembre de 1938. El 19 de junio de 1933, separa al entonces Servicio de Investigaciones del recién creado Carabineros de Chile, dándole autonomía a la policía civil, siendo uno de los orígenes de la actual Policía de Investigaciones de Chile.
En 1936 envió a Manuel Trucco en representación de Chile a la firma del Tratado sobre protección a las instituciones artísticas y científicas, y monumentos históricos, más conocido como Pacto Roerich.

### Masacre del Seguro Obrero
Las elecciones presidenciales de 1938 se jugaban a tres bandas, Gustavo Ross Santa María por la derecha, Pedro Aguirre Cerda por el Frente Popular y Carlos Ibáñez del Campo, con el apoyo de sus seguidores y del nacionalismo chileno.
Las condiciones eran favorables a Gustavo Ross, que con los votos de sus adversarios divididos podía obtener fácilmente la mayoría simple. En vista de aquello, un grupo de jóvenes nacistas se tomó, el 5 de septiembre, el edificio del Seguro Obrero y la casa central de la Universidad de Chile, en la suposición de que la situación obligaría al ejército a tomar el control para imponer el orden y entregar el poder a Ibáñez. El Regimiento Tacna capturó a los nacistas apostados en la universidad y los trasladó a marcha forzada y a la vista del público al Seguro Obrero, para imponer la rendición a sus compañeros, quienes efectivamente depusieron las armas, tras lo cual fueron masacrados por los carabineros, falleciendo 51 (más uno que falleció en combate), y sobreviviendo solamente cuatro, que pasaron por muertos. El general Arriagada al mando intentó simular que los nacistas habían muerto en armas, pero no lo logró.
Ello produjo una indignación general. Ibáñez renunció a la candidatura, permitiendo el triunfo del candidato del Frente Popular. Según algunos testimonios, Alessandri sabía de la orden para asesinar a estos jóvenes; a horas de su muerte, recordaría la matanza y afirmaría su inocencia.

## Vida pública después de la presidencia

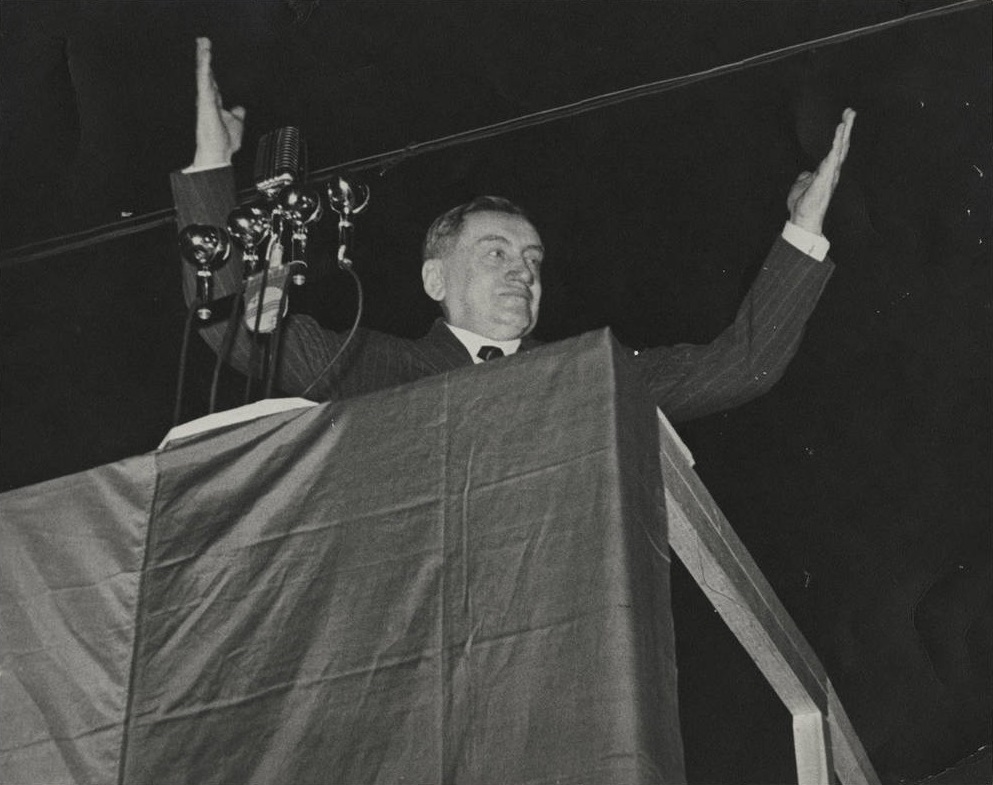
Arturo Alessandri en una concentración en apoyo de Ríos.

Su vida política no culminó con su presidencia, ya que debió enfrentar una acusación constitucional presentada por los partidos de oposición a raíz de los sucesos de la Caja de Seguro Obrero. Escribió también un libro de Historia de Chile.
Producto de la muerte del senador comunista por Curicó, Talca, Linares y Maule, Amador Pairoa, se postuló en una elección senatorial complementaria de 1944 y logró la victoria, regresando el 8 de noviembre al Senado. En 1949 fue reelegido pero en esta ocasión por Santiago, siendo además electo presidente de esa corporación.
Fue de vital importancia en las elecciones presidenciales de 1942 y 1946, en la primera por dividir los votos de los liberales, apoyando a Juan Antonio Ríos, y en la segunda al presentarse como precandidato de los liberales, cediendo después su candidatura a su hijo Fernando, lo que causó la división de las candidaturas presidenciales de derecha, al apoyar los conservadores al doctor Eduardo Cruz-Coke, lo que favoreció la victoria de Gabriel González Videla.
Ejerciendo el cargo de presidente del Senado, y debido a un ataque al corazón, falleció a los 81 años, el 24 de agosto de 1950. Sus restos descansan en el Cementerio General en el mausoleo familiar. La tumba de su padre Pedro Alessandri Vargas así como de la de su hermano José Pedro Alessandri Palma se encuentran casi de manera contigua.
Para elegir a su sucesor en el Senado, el 26 de noviembre de 1950 se realizó una elección complementaria en la que triunfó Arturo Matte del Partido Liberal.

## Homenajes y reconocimientos
El 6 de mayo de 1959 entró en circulación el billete de 50 000 pesos, que en su anverso presenta el rostro de Arturo Alessandri. El mismo diseño fue replicado, tras el cambio de signo monetario, en el billete de 50 escudos emitido a partir de 1962.